# Euryopis notabilis
Euryopis notabilis är en spindelart som först beskrevs av Eugen von Keyserling 1891.  Euryopis notabilis ingår i släktet Euryopis och familjen klotspindlar. Inga underarter finns listade i Catalogue of Life.